# Marson-sur-Barboure
Pour les articles homonymes, voir Marson (homonymie) et Barboure (homonymie).
Marson-sur-Barboure est une commune française située dans le département de la Meuse, en région Grand Est.

## Géographie
Le territoire de la commune est limitrophe de ceux de quatre communes :
| Boviolles |                     | Méligny-le-Petit |
| Boviolles | Marson-sur-Barboure |                  |
| Tréveray  | Reffroy             | Reffroy          |

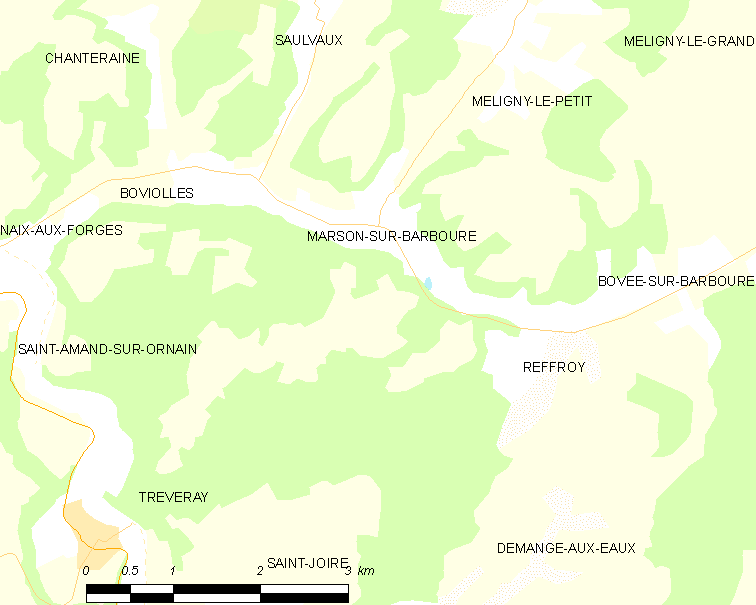
Carte de la commune.
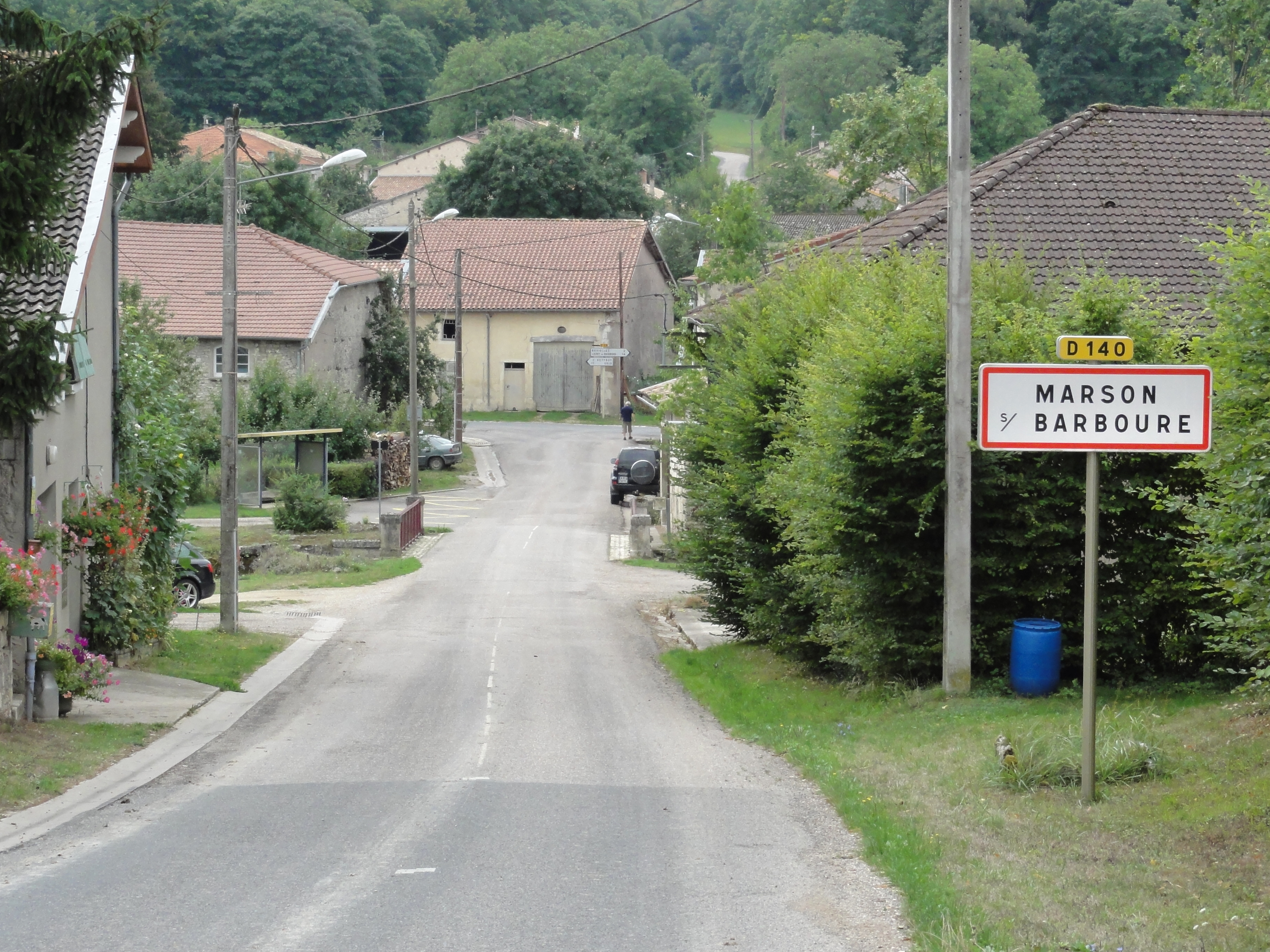
Entrée de l'agglomération.
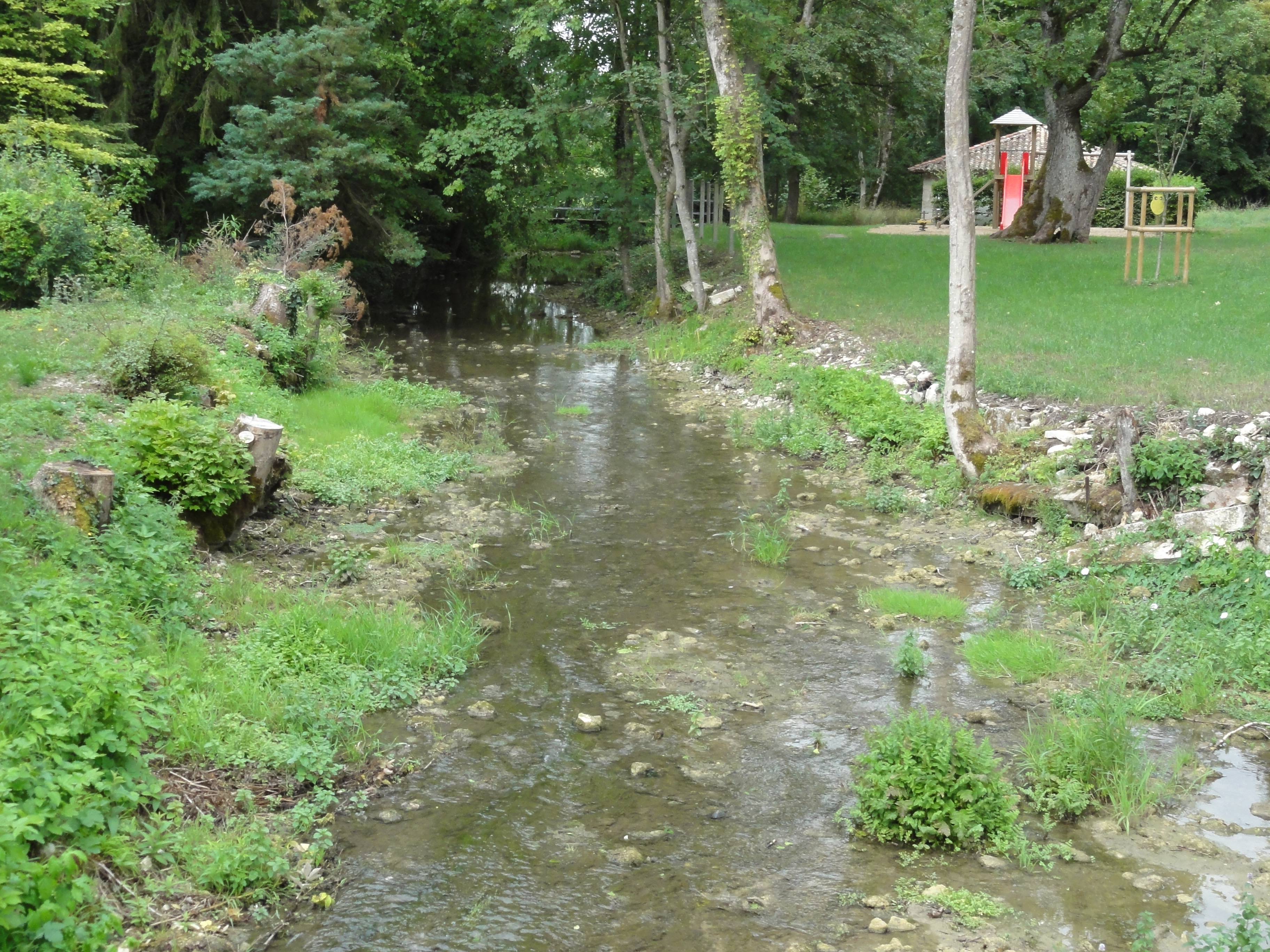
La Barboure.
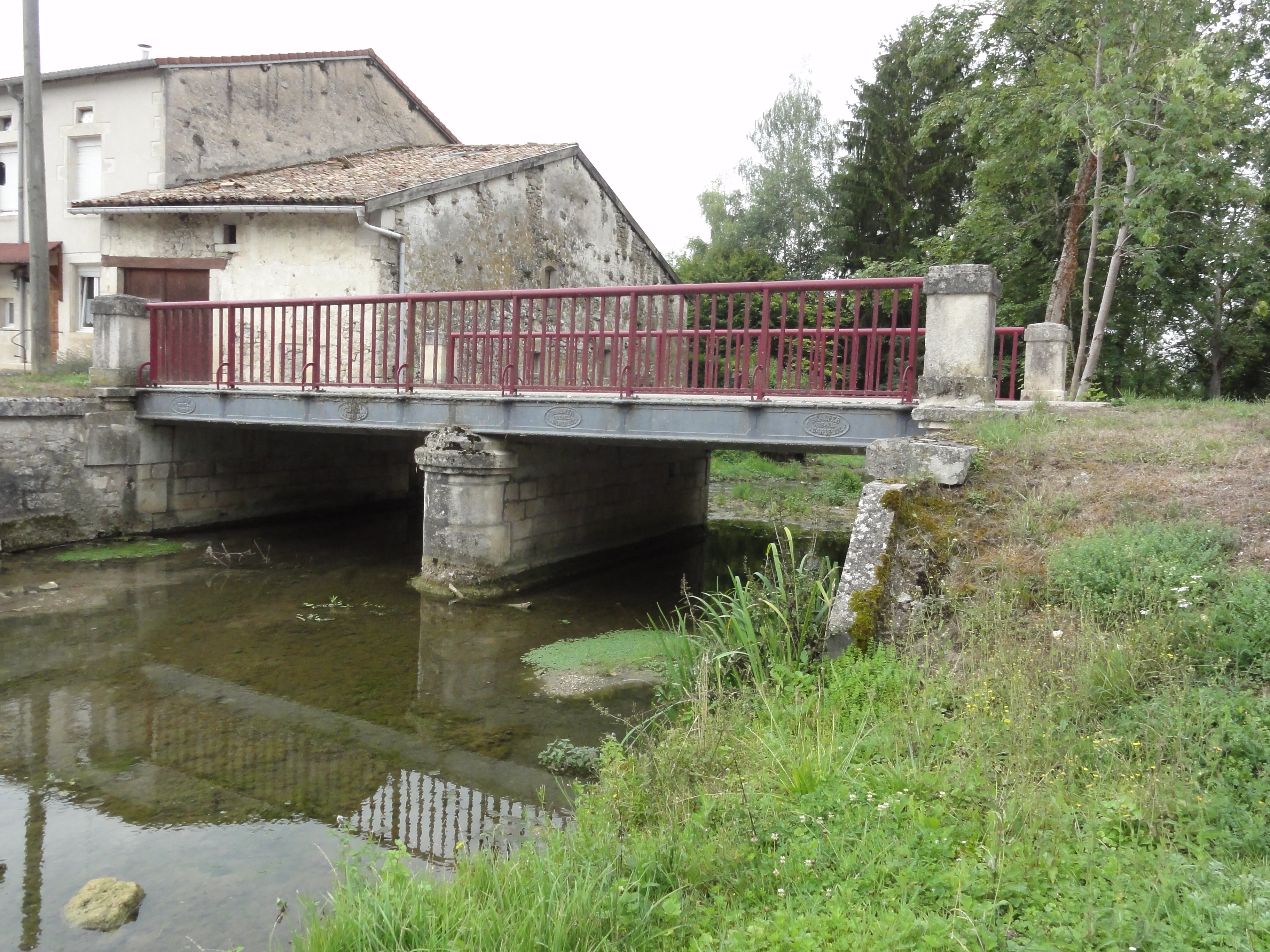
Pont de la Barboure.

### Hydrographie
La commune est dans la région hydrographique « la Seine de sa source au confluent de l'Oise (exclu) » au sein du bassin Seine-Normandie. Elle est drainée par la Barboure, le ruisseau de Meligny et divers autres petits cours d'eau,.
La Barboure, d'une longueur de 14 km, prend sa source dans la commune de Naives-en-Blois et se jette  dans l'Ornain à Naix-aux-Forges, après avoir traversé six communes. 

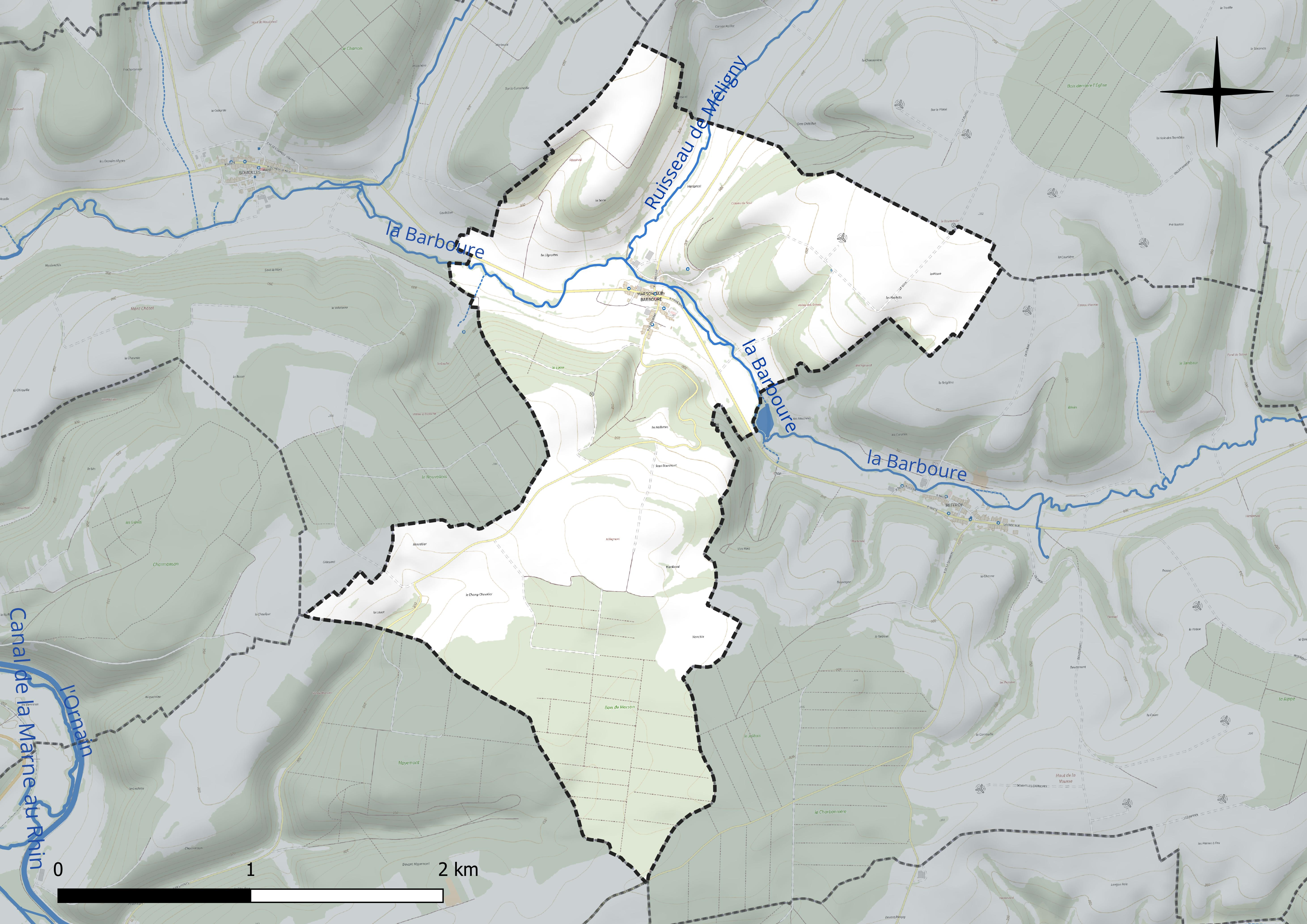
Réseau hydrographique de Marson-sur-Barboure.

### Climat
Pour des articles plus généraux, voir Climat du Grand Est et Climat de la Meuse.
En 2010, le climat de la commune est de type climat de montagne, selon une étude du Centre national de la recherche scientifique s'appuyant sur une série de données couvrant la période 1971-2000. En 2020, Météo-France publie une typologie des climats de la France métropolitaine dans laquelle la commune est exposée à un climat océanique altéré et est dans la région climatique  Lorraine, plateau de Langres, Morvan, caractérisée par un hiver rude (1,5 °C), des vents modérés et des brouillards fréquents en automne et hiver. 
Pour la période 1971-2000, la température annuelle moyenne est de 9,8 °C, avec une amplitude thermique annuelle de 16,3 °C. Le cumul annuel moyen de précipitations est de 1 043 mm, avec 14,3 jours de précipitations en janvier et 9,7 jours en juillet. Pour la période 1991-2020, la température moyenne annuelle observée sur la station météorologique de Météo-France la plus proche, « Erneville aux Bois_sapc », sur la commune d'Erneville-aux-Bois à 12 km à vol d'oiseau, est de 9,9 °C et le cumul annuel moyen de précipitations est de 1 021,5 mm. 
La température maximale relevée sur cette station est de 39,4 °C, atteinte le 25 juillet 2019 ; la température minimale est de −24,2 °C, atteinte le 18 février 1956,,. 
Les paramètres climatiques de la commune ont été estimés pour le milieu du siècle (2041-2070) selon différents scénarios d'émission de gaz à effet de serre à partir des nouvelles projections climatiques de référence DRIAS-2020. Ils sont consultables sur un site dédié publié par Météo-France en novembre 2022.

## Urbanisme

### Typologie
Au 1er janvier 2024, Marson-sur-Barboure est catégorisée commune rurale à habitat dispersé, selon la nouvelle grille communale de densité à sept niveaux définie par l'Insee en 2022.
Elle est située hors unité urbaine et hors attraction des villes,.

### Occupation des sols
L'occupation des sols de la commune, telle qu'elle ressort de la base de données européenne d’occupation biophysique des sols Corine Land Cover (CLC), est marquée par l'importance des territoires agricoles (58,8 % en 2018), une proportion sensiblement équivalente à celle de 1990 (58,4 %). La répartition détaillée en 2018 est la suivante : 
terres arables (41,6 %), forêts (41,2 %), prairies (9,2 %), zones agricoles hétérogènes (8 %). L'évolution de l’occupation des sols de la commune et de ses infrastructures peut être observée sur les différentes représentations cartographiques du territoire : la carte de Cassini (XVIIIe siècle), la carte d'état-major (1820-1866) et les cartes ou photos aériennes de l'IGN pour la période actuelle (1950 à aujourd'hui).

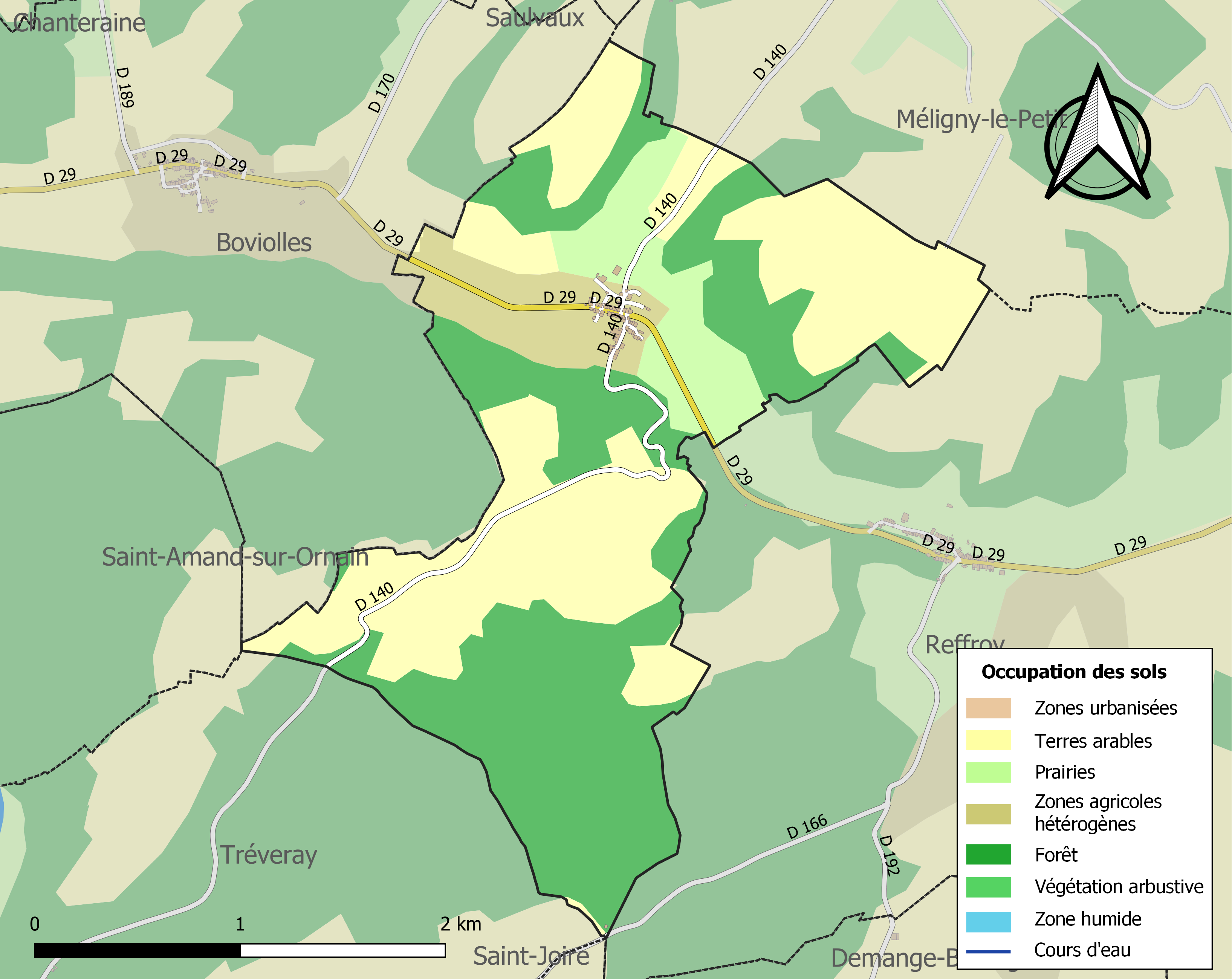
Carte des infrastructures et de l'occupation des sols de la commune en 2018 (CLC).

## Toponymie
Le nom de la localité est attesté sous les formes Martionis-villa (1106) ; Marsona (1135) ; Marzona (1135) ; Marsonnum, Maissonnum (1402) ; Marsons (1495-96) ; Masson (1700) ; Sonus Martis (1707) ; Martis-Sonus (1711) ; Martinis-Sonus (1749).

Il s'agit du nom d'homme latin Martius, suivi du suffixe -o / -onem (déclinaison latine du type Cicéron de Cicero, -onem).

Homonymie avec Marçon (Sarthe, Marsonum 1096) et Marson (Marne, Martio XIe siècle).
La Barboure est une rivière du département de la Meuse, en région Grand Est, et un affluent droit de l'Ornain, c'est-à-dire un sous-affluent de la Seine par la Saulx et la Marne.

## Politique et administration
| Période                                  | Période                   | Identité                                      | Étiquette | Qualité      |
| ---------------------------------------- | ------------------------- | --------------------------------------------- | --------- | ------------ |
| Les données manquantes sont à compléter. |                           |                                               |           |              |
| mars 2001                                | décembre 2006             | Maurice Richard                               | PS        |              |
| avril 2007                               | En cours (au 25 mai 2020) | Joël Petitjean Réélu pour le mandat 2020-2026 |           | Ancien cadre |

## Population et société

### Démographie

#### Évolution démographique
L'évolution du nombre d'habitants est connue à travers les recensements de la population effectués dans la commune depuis 1793. Pour les communes de moins de 10 000 habitants, une enquête de recensement portant sur toute la population est réalisée tous les cinq ans, les populations de référence des années intermédiaires étant quant à elles estimées par interpolation ou extrapolation. Pour la commune, le premier recensement exhaustif entrant dans le cadre du nouveau dispositif a été réalisé en 2006.

En 2022, la commune comptait 58 habitants, en évolution de +20,83 % par rapport à 2016 (Meuse : −4,4 %, France hors Mayotte : +2,11 %).
| 1793 | 1800 | 1806 | 1821 | 1831 | 1836 | 1841 | 1846 | 1851 |
| ---- | ---- | ---- | ---- | ---- | ---- | ---- | ---- | ---- |
| 236  | 211  | 227  | 253  | 238  | 247  | 241  | 240  | 232  |

| 1856 | 1861 | 1866 | 1872 | 1876 | 1881 | 1886 | 1891 | 1896 |
| ---- | ---- | ---- | ---- | ---- | ---- | ---- | ---- | ---- |
| 187  | 192  | 200  | 175  | 161  | 160  | 156  | 142  | 147  |

| 1901 | 1906 | 1911 | 1921 | 1926 | 1931 | 1936 | 1946 | 1954 |
| ---- | ---- | ---- | ---- | ---- | ---- | ---- | ---- | ---- |
| 146  | 139  | 140  | 110  | 94   | 88   | 77   | 66   | 82   |

| 1962 | 1968 | 1975 | 1982 | 1990 | 1999 | 2006 | 2011 | 2016 |
| ---- | ---- | ---- | ---- | ---- | ---- | ---- | ---- | ---- |
| 66   | 61   | 44   | 44   | 52   | 48   | 44   | 50   | 48   |

| 2021 | 2022 | - | - | - | - | - | - | - |
| ---- | ---- | - | - | - | - | - | - | - |
| 54   | 58   | - | - | - | - | - | - | - |

## Culture locale et patrimoine

### Lieux et monuments
- Église Saint-Sylvestre.
- Au cimetière, une série de tombes de guerre de la Commonwealth War Graves Commission.
- Une plaque, monument aux morts, sur la mairie.
- Croix de chemin sculptées.
- Des fontaines.
- Petit éolienne de pompage.
- Parc de 6 éoliennes à la limite avec Méligny-le-Petit, dont la plus haute atteint 121 m. Un autre parc lui fait face sur la commune de Reffroy.

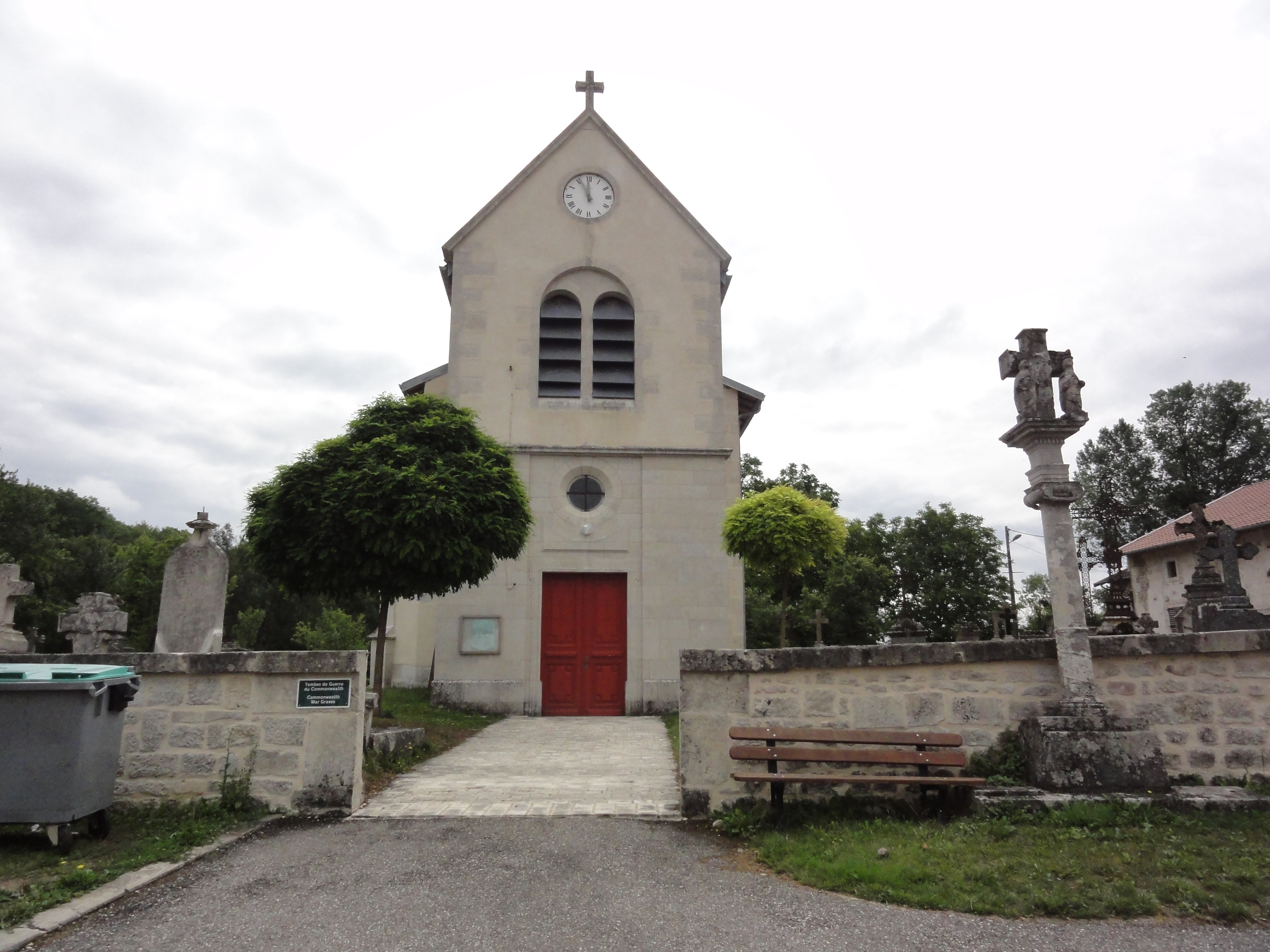
Église Saint-Sylvestre.
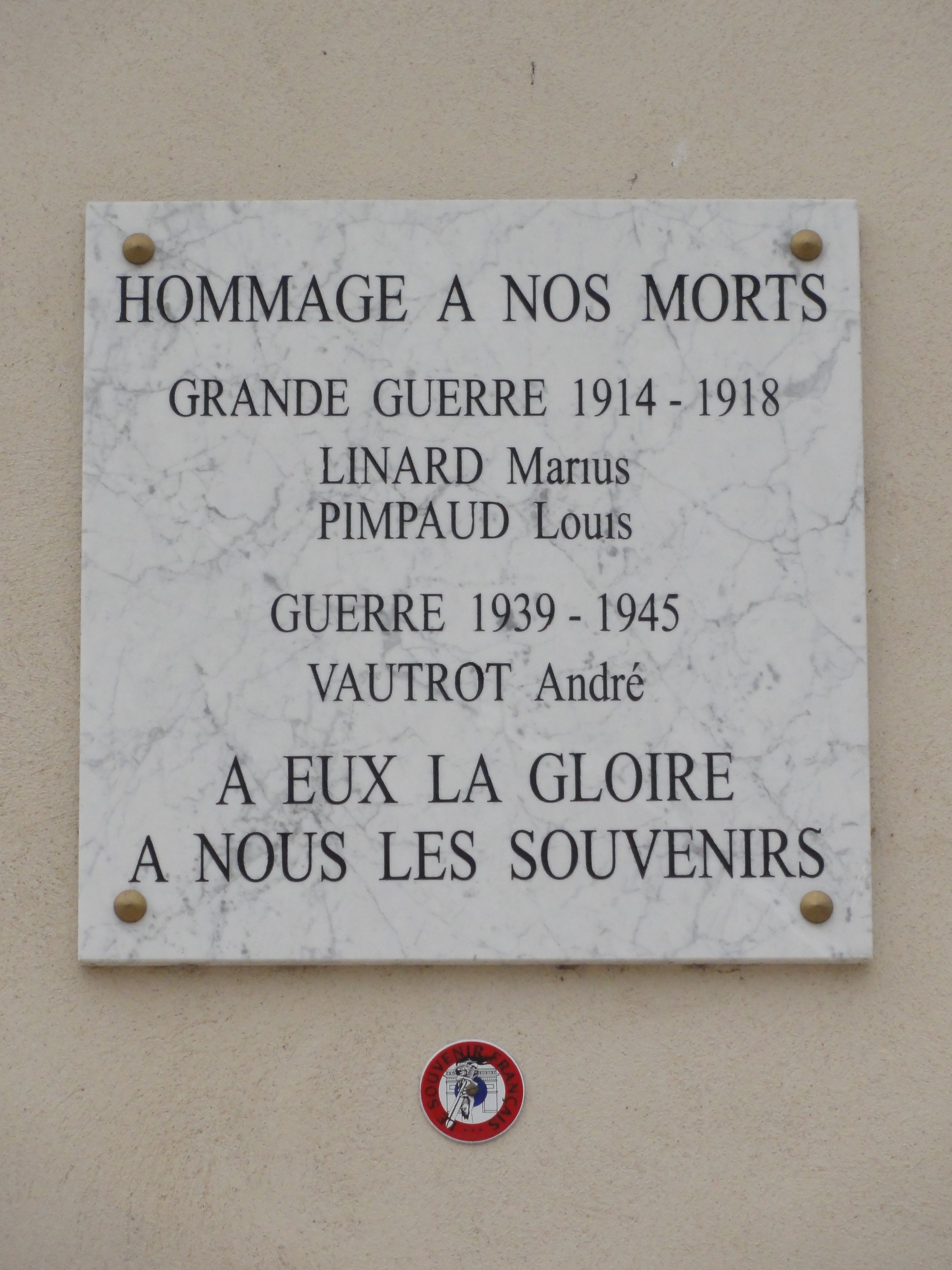
Plaque monument aux morts.
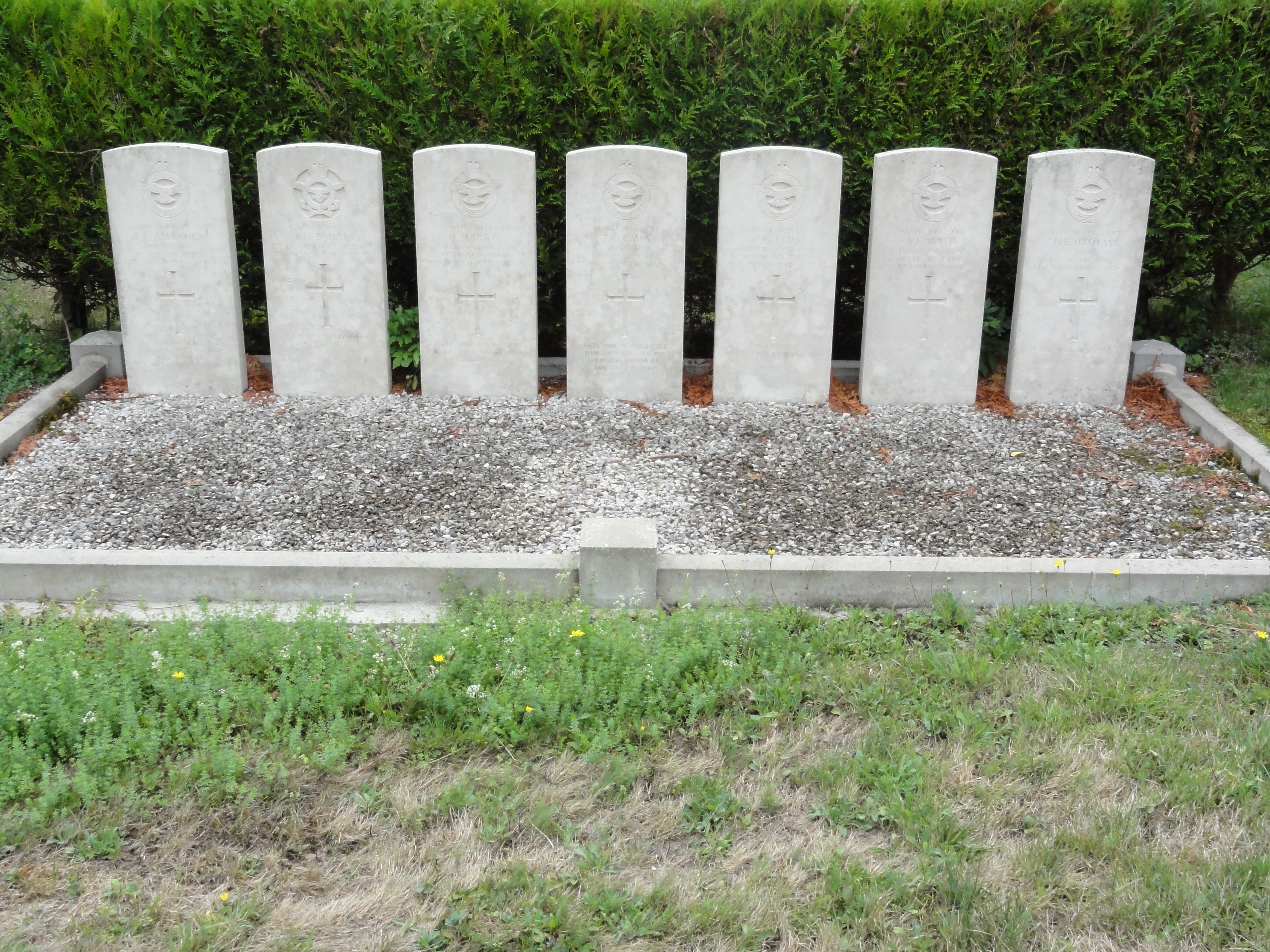
Tombes de guerre de la CWGC.
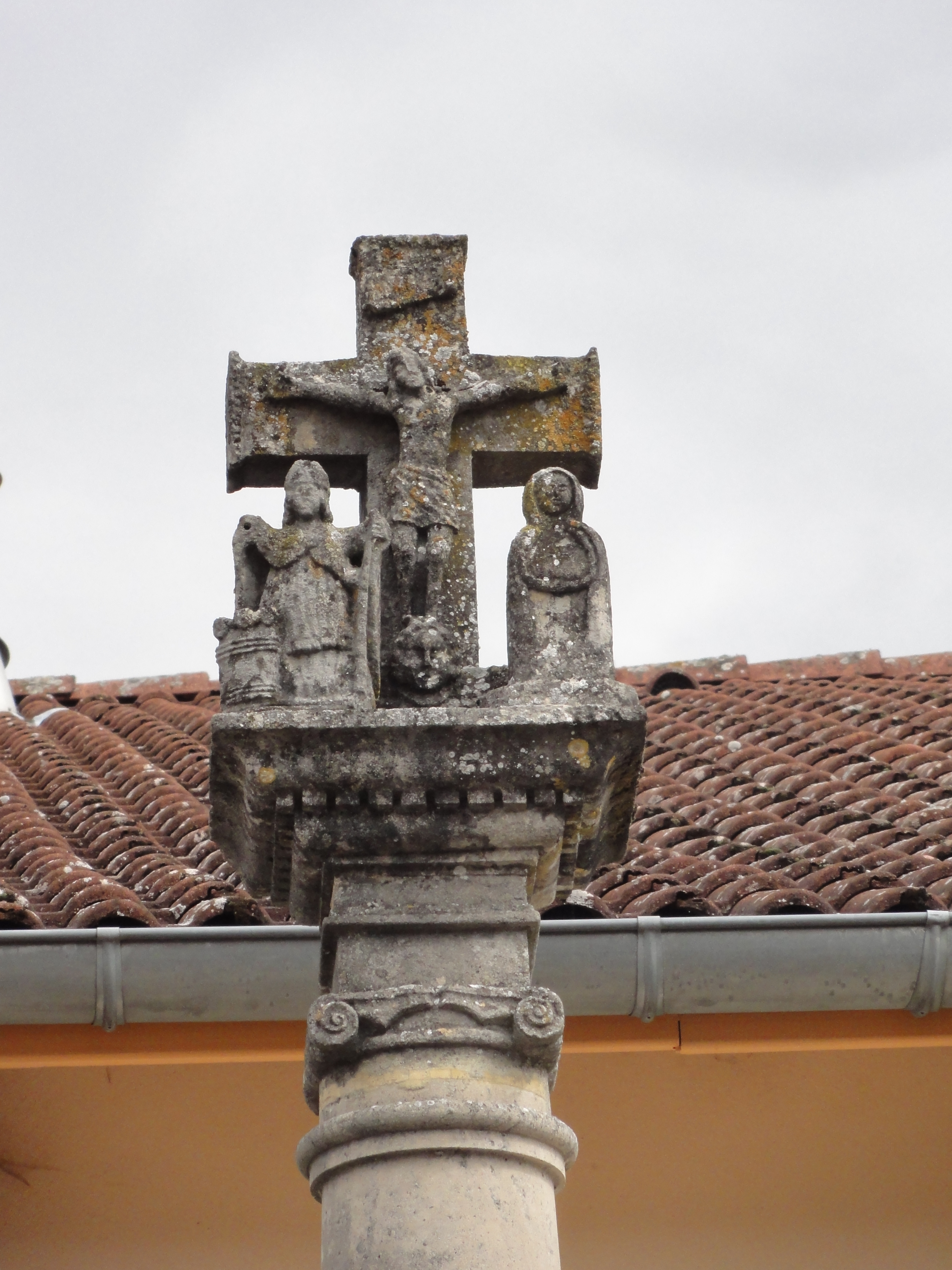
Croix de chemin sculptée, détail.
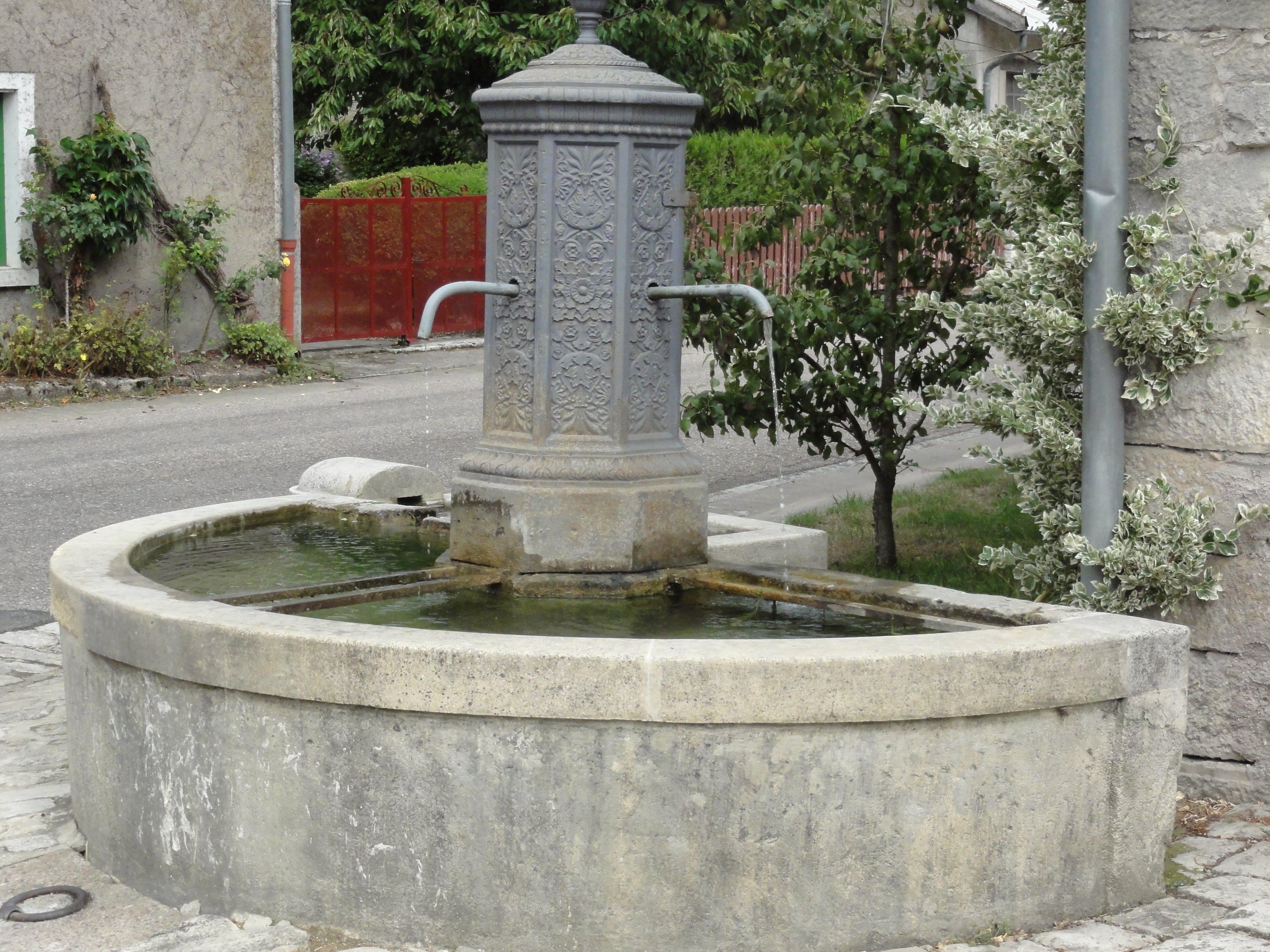
Fontaine demi-circulaire.
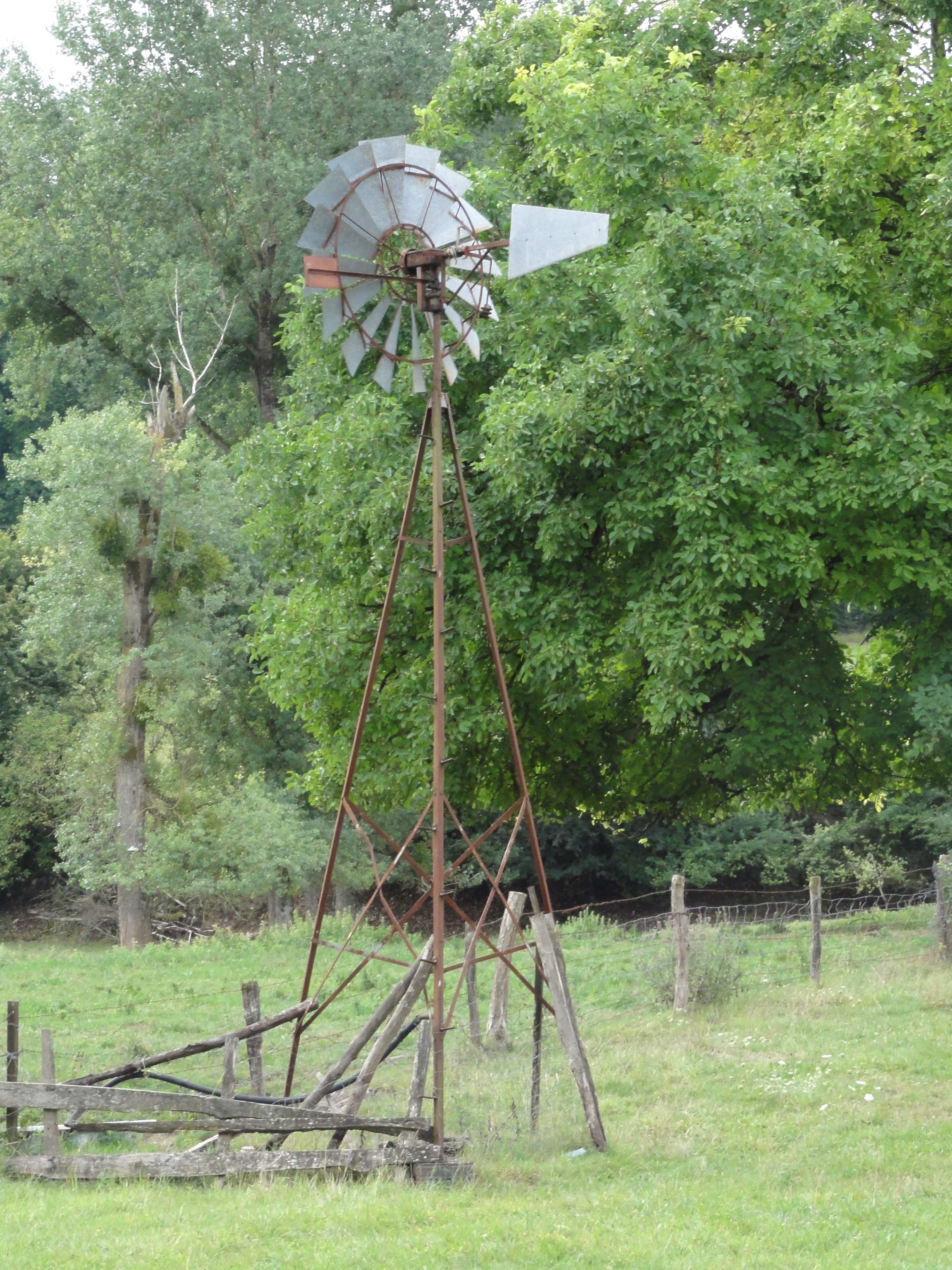
Éolienne de pompage.